# The Boy Is Mine (album av Monica Arnold)
The Boy Is Mine är det andra studioalbumet av den amerikanska R&B-sångerskan Monica, släppt den 14 juli 1998 av Arista Records. Det mesta av skivans innehåll producerades av Jermaine Dupri, Dallas Austin och Rodney Jerkins samt innehöll gästartister som Brandy, hip-hopduon Outkast och 112. Fem hit-singlar släpptes från skivan, nämligen The Boy Is Mine, The First Night, Angel of Mine, Street Symphony och Right Here Waiting.
The Boy Is Mine debuterade på en åttonde plats på Billboard 200 och nominerades för tre grammys. Skivan certifierades trippel platina av RIAA. I Sverige sålde CD:n guld.

## Låtlista
1. "Street Symphony" (Dallas Austin) – 5:36
2. "The Boy Is Mine" (duet with Brandy) (B. Norwood, R. Jerkins, J. Tejeda, F. Jenkins, L. Daniels) – 4:50
3. "Ring da Bell" (D. Austin) – 4:23
4. "The First Night" (J. Dupri, M. McLeod, P. Sawyer, T. Savage) – 3:55
5. "Misty Blue" (Bobby Montgomery) – 4:21
6. "Angel of Mine" (T. Potts, R. Lawrence) – 4:10
7. "Gone Be Fine" (featuring Outkast) (D. Austin)  - 4:17
8. "Inside" (Diane Warren) – 4:11
9. "Take Him Back" (D. Austin, Sting) – 4:27
10. "Right Here Waiting" (featuring 112) (Richard Marx) – 4:29
11. "Cross the Room" (D. Austin, B. Curtis, Debra Killings) – 3:51
12. "I Keep it to Myself" (Danny Sembello, Marti Sharron) – 4:25
13. "For You I Will" [from the Space Jam soundtrack] (Diane Warren) – 4:54

## Listor och certifikat
| Lista (1998)                          | Utgivare                           | Listplacering | Certifiering | Försäljning |
| ------------------------------------- | ---------------------------------- | ------------- | ------------ | ----------- |
| Japanese Albums Chart                 | Media Control Charts               | 12            | 2x Platinum  |             |
| Austrian Albums Chart                 | Media Control                      |               | Platinum     |             |
| Australian Albums Chart               | ARIA                               | 37            | Platinum     |             |
| French Albums Chart                   | SNEP/IFOP                          | 20            | Platinum     |             |
| Dutch Albums Chart                    | MegaCharts                         | 13            | Platinum     |             |
| New Zealand Albums Chart              | RIANZ                              | 17            | Guld         | 7,500+      |
| Canadian Albums Chart                 | CRIA/Nielsen SoundScan             | 7             | 4x Platinum  | 400,000+    |
| German Albums Chart                   | Media Control                      | 34            | Guld         |             |
| Swedish Albums Chart                  | GLF                                | 49            | Guld         |             |
| Swiss Albums Chart                    | Media Control                      | 19            | Guld         |             |
| UK Albums Chart                       | BPI/The Official UK Charts Company | 52            | Guld         |             |
| U.S. Billboard 200                    | Billboard                          | 8             | 3x Platinum  | 3,000,000+  |
| U.S. Billboard Top R&B/Hip-Hop Albums | Billboard                          | 2             | 3x Platinum  | 3,000,000+  |